# Waipoua insula
Waipoua insula är en spindelart som beskrevs av Forster och Norman I. Platnick 1985. Waipoua insula ingår i släktet Waipoua och familjen Orsolobidae. Inga underarter finns listade i Catalogue of Life.